# Церковь Николая Чудотворца (Тула)
Церковь Николая Чудотворца — утраченный православный храм в Туле. На его месте в настоящее время находится временный храм и ведётся строительство новой церкви Николая Чудотворца.

## История
Первый деревянный храм был построен в 1783 году в селе Глухие Поляны (в народе — Глушанки) стараниями местного помещика майора Алексея Ивановича Ивашкина (перенесен из его же имения — села Горелки) на месте явления иконы святителя Николая. Церковь имела один престол и деревянную колокольню. В приход входили, помимо села, деревни Большое Криволучье, Малое Криволучье, Бежка, Криволуцкие Выселки. Церковь стояла на каменном фундаменте, а её бревенчатые стены снаружи были обшиты тёсом. В 1850 году в южной стороне церкви был устроен алтарь во имя апостолов Петра и Павла. Средства на это пожертвовал местный помещик, потомственный дворянин Иван Иванович Торопченинов.
В 1885 году из-за обветшания храма внутри и снаружи был произведён ремонт. По проекту архитектора А. Г. Бочарникова церковь обложили кирпичом по предварительной обмазке глиной в углах в половину, а в остальных частях в один кирпич толщиной, с закрепою железными костылями. Кроме того, после устройства в церкви голландской печи и вторых оконных рам она стала тёплой. В 1892 году в церкви установили новый иконостас — четырёхъярусный, позолоченный и весьма ценной отделки. Особо чтимой была икона Николая Чудотворца, по преданию, явленная на месте основания храма, у колодца, который существовал, по крайней мере, ещё в конце XIX века под стенами предалтарной части храма.
В 1930-е церковь была разобрана, но колодец уцелел. По просьбам жителей его освятили в честь Николая Чудотворца в 2008 году. Рядом с колодцем сохранились остатки от кирпичного основания храма.
На публичных слушаниях по градостроительным вопросам в Туле в сентябре 2018 года было принято решение восстановить храм. Позже появилась информация, что в построенном храме будут проводиться службы для слабослышащих людей. В настоящее время на его месте находится временный храм, в котором ведутся богослужения, а также заложен фундамент будущей церкви.